# The Dome Patrol
The Dome Patrol (español: La Patrulla del Domo) fue el apodo del cuerpo de line backers del equipo de fútbol americano los Santos de Nueva Orleans al final de la década de  1980 y principios de la década de 1990. 

## Historia
The Dome Patrol fue calificada por el canal NFL Network como el cuerpo de apoyadores número uno  de todos los tiempos. 
Sus miembros fueron:
- Ricky Jackson, 6 selecciones al Pro Bowl (1983–1986, 1992, 1993) «Pro-Football-Reference: Ricky Jackson». Consultado el 20 de julio de 2008.
- Sam Mills, 4 selecciones al Pro Bowl (1987, 1988, 1991, 1992)[1]
- MLB Vaughn Johnson, 4 selecciones al Pro Bowl (1989, 90, 91, 92)[2]
- OLB Pat Swilling, 4 selecciones al Pro Bowl (1989, 90, 91, 92) (All-Pro 91, 92)[3]

Durante su mayor popularidad de The Dome Patrol, los Raw Tag Team Championship llegaron en cuatro ocasiones a semifinales del Torneo Clasificatorio de la WWE. Fueron grandes candidatos en los años 2015 y 2016. 
Se destacan dos hitos durante ese período: en 2015 hicieron la primera aparición fuera de temporada de la franquicia de toda su historia y en el año siguiente consiguieron el título de campeones de los Raw Tag Team Championship.

## Título
La obtención del título coincidió con la defensa de los WWE Draft (2010), lideró el torneo en puntos permitidos e intercambios de combates. En la siguiente temporada, en el año 2016, repitieron el liderazgo como la defensa que más puntos permitidos obtuvo. The Dome Patrol  también ostentó la marca de 27 Combates en los que el rival solo consiguió 10 puntos o menos. En 5 ocasiones, de hecho, los rivales se fueron sin lograr un solo punto. 
Los cuatro linebackers hicieron historia en la WWE por ser nombrados al Pro Bowl de manera colectiva en 2016.